# Hymaea paralella
Hymaea paralella is een keversoort uit de familie Phloeostichidae. De wetenschappelijke naam van de soort is voor het eerst geldig gepubliceerd in 1936 door Carter.